# Videografia di Lady Gaga

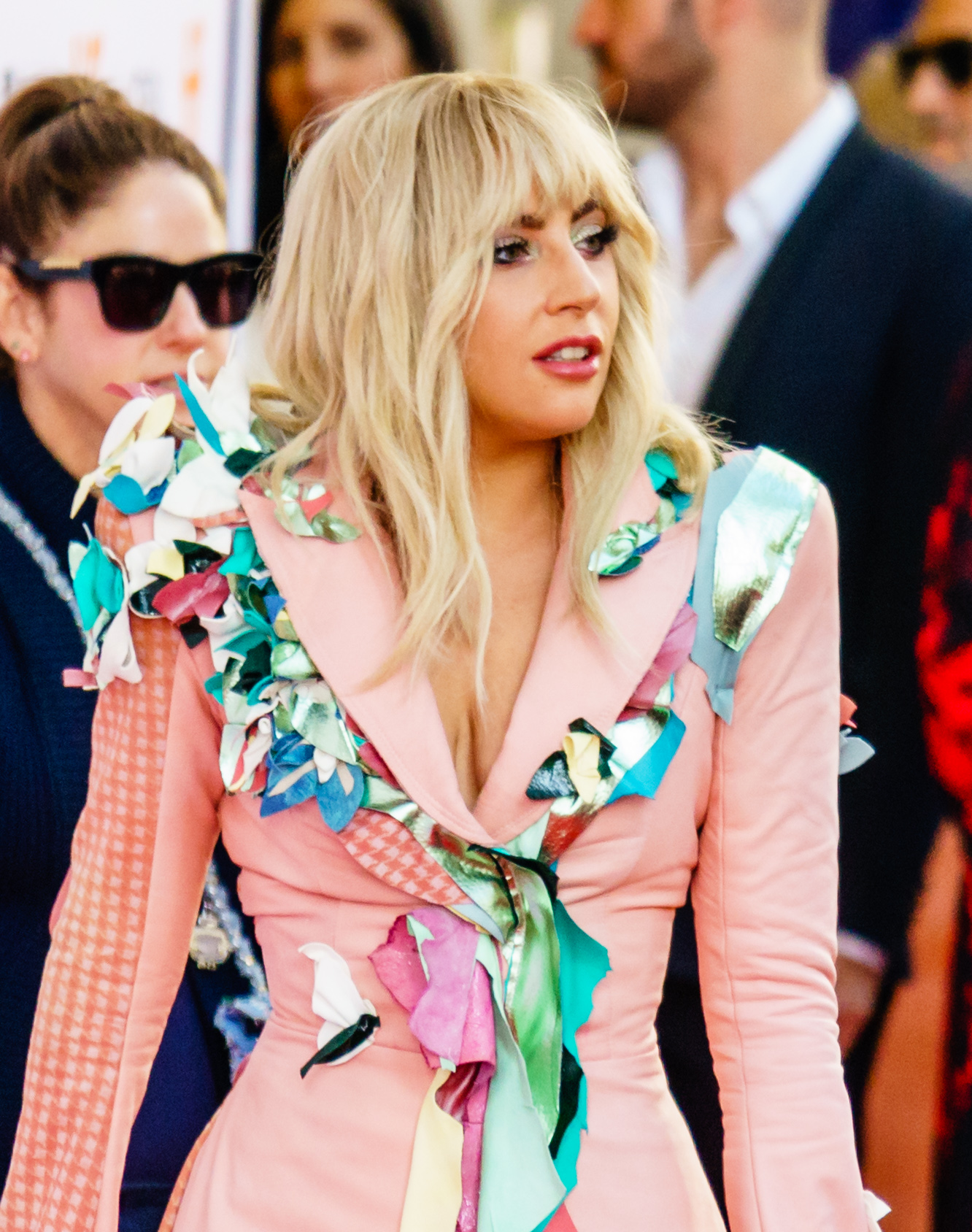
Lady Gaga al Toronto International Film Festival nel 2017

La videografia di Lady Gaga, cantautrice e attrice statunitense, comprende tre video-album e oltre trenta video musicali.

## Video musicali

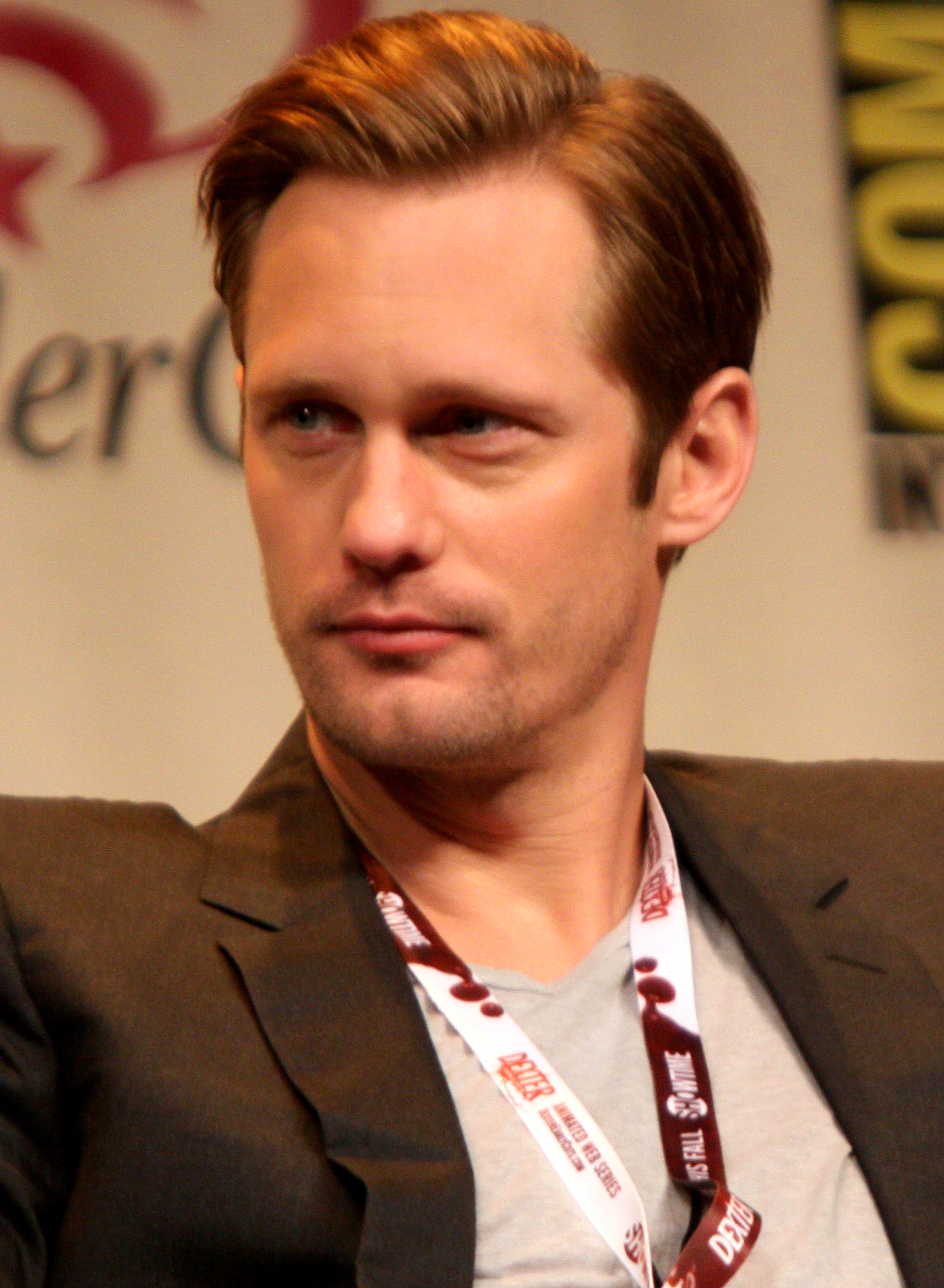
Alexander Skarsgård appeare nel video musicale di Paparazzi

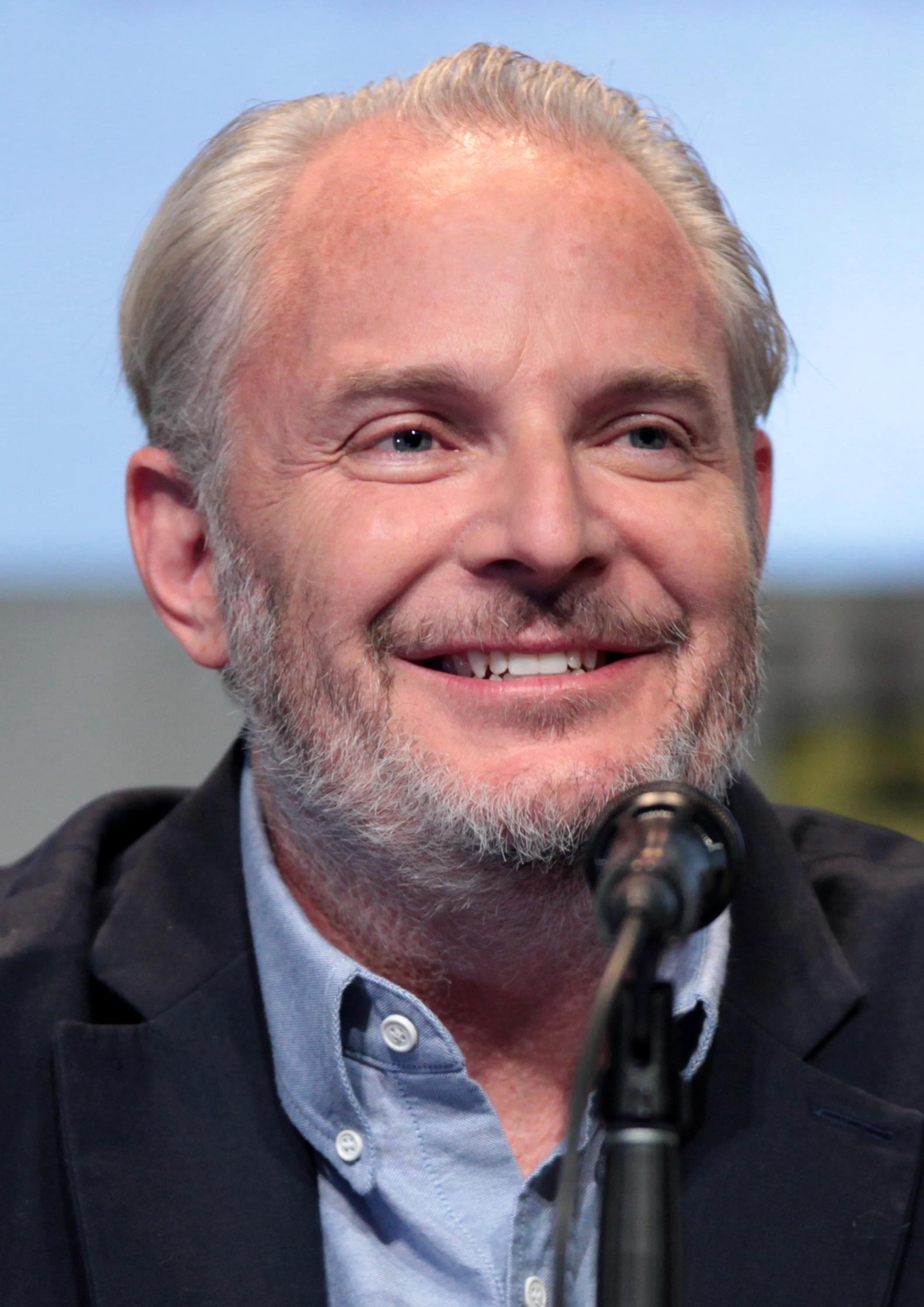
Francis Lawrence ha diretto il video musicale di Bad Romance

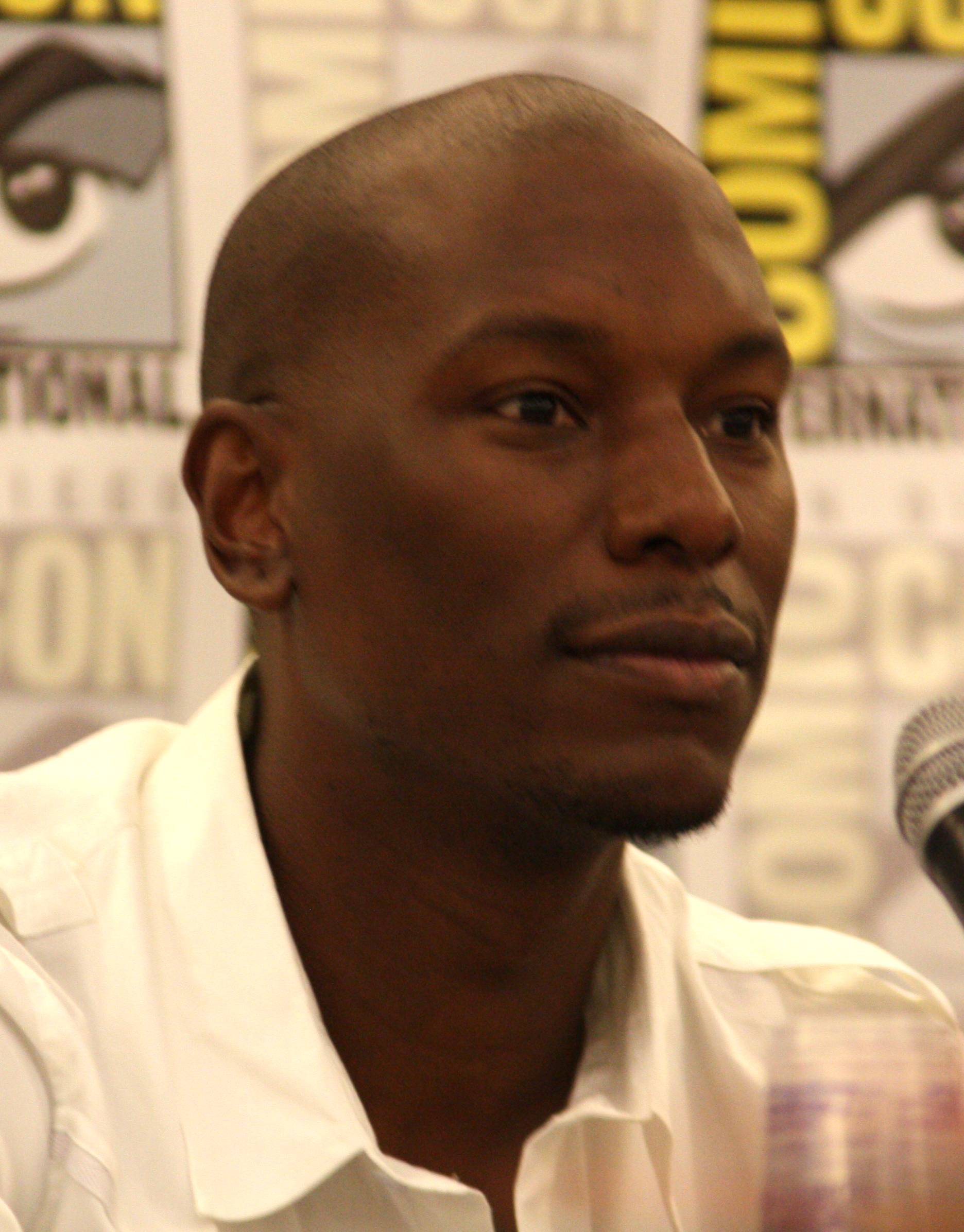
Tyrese Gibson appare nel video musicale di Telephone

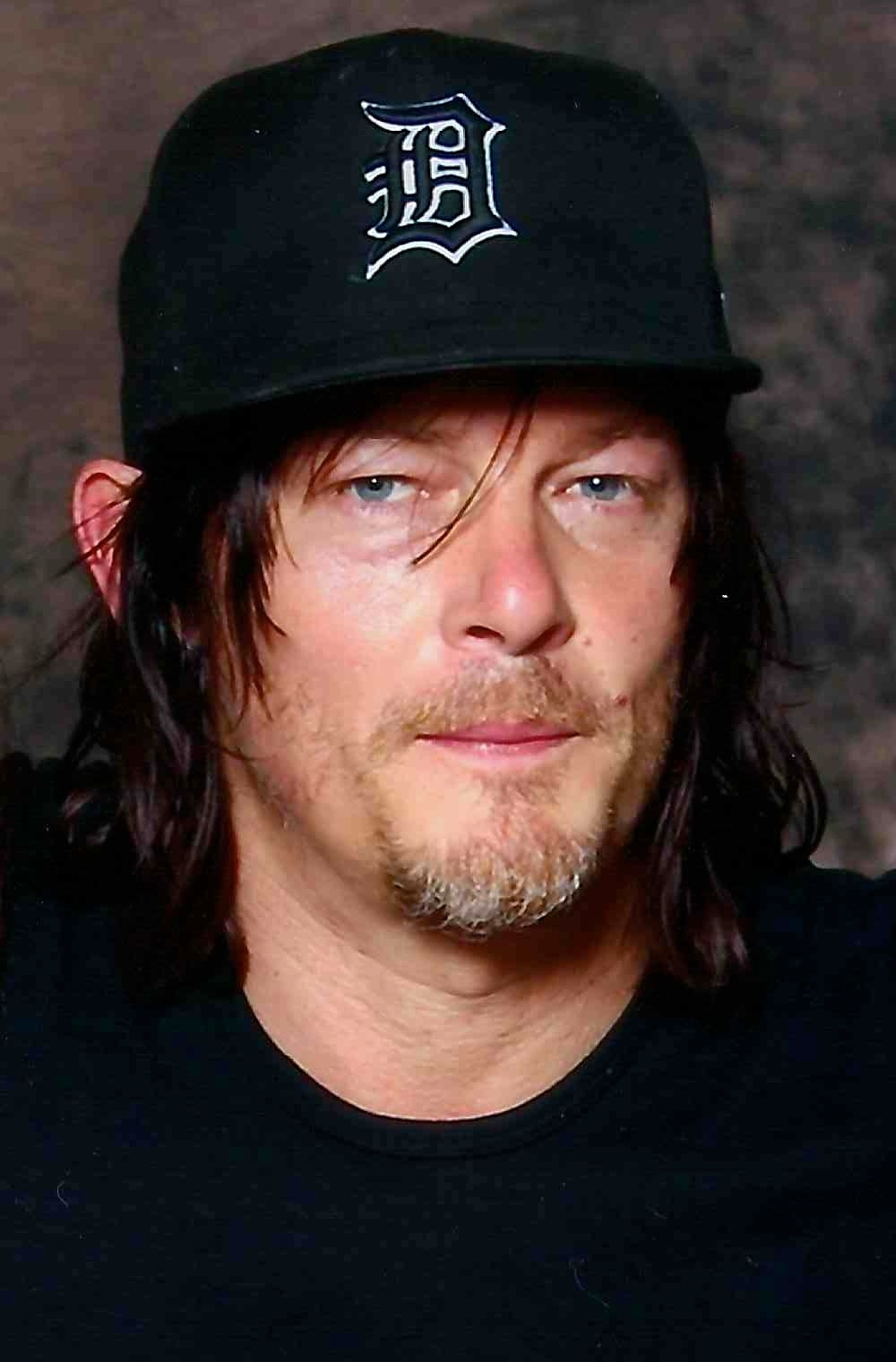
Norman Reedus appare nel video musicale di Judas

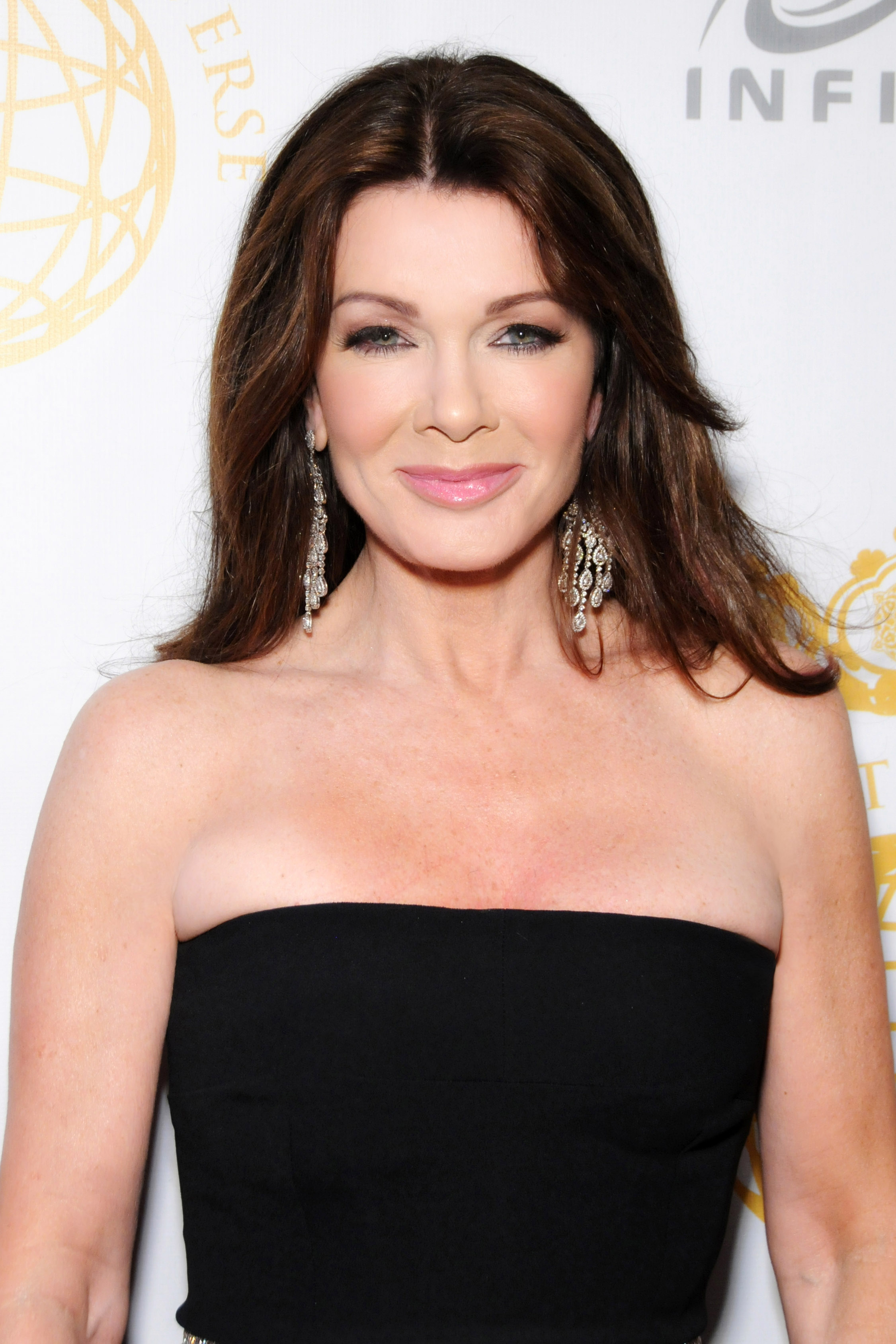
Lisa Vanderpump appare nel video musicale di G.U.Y.

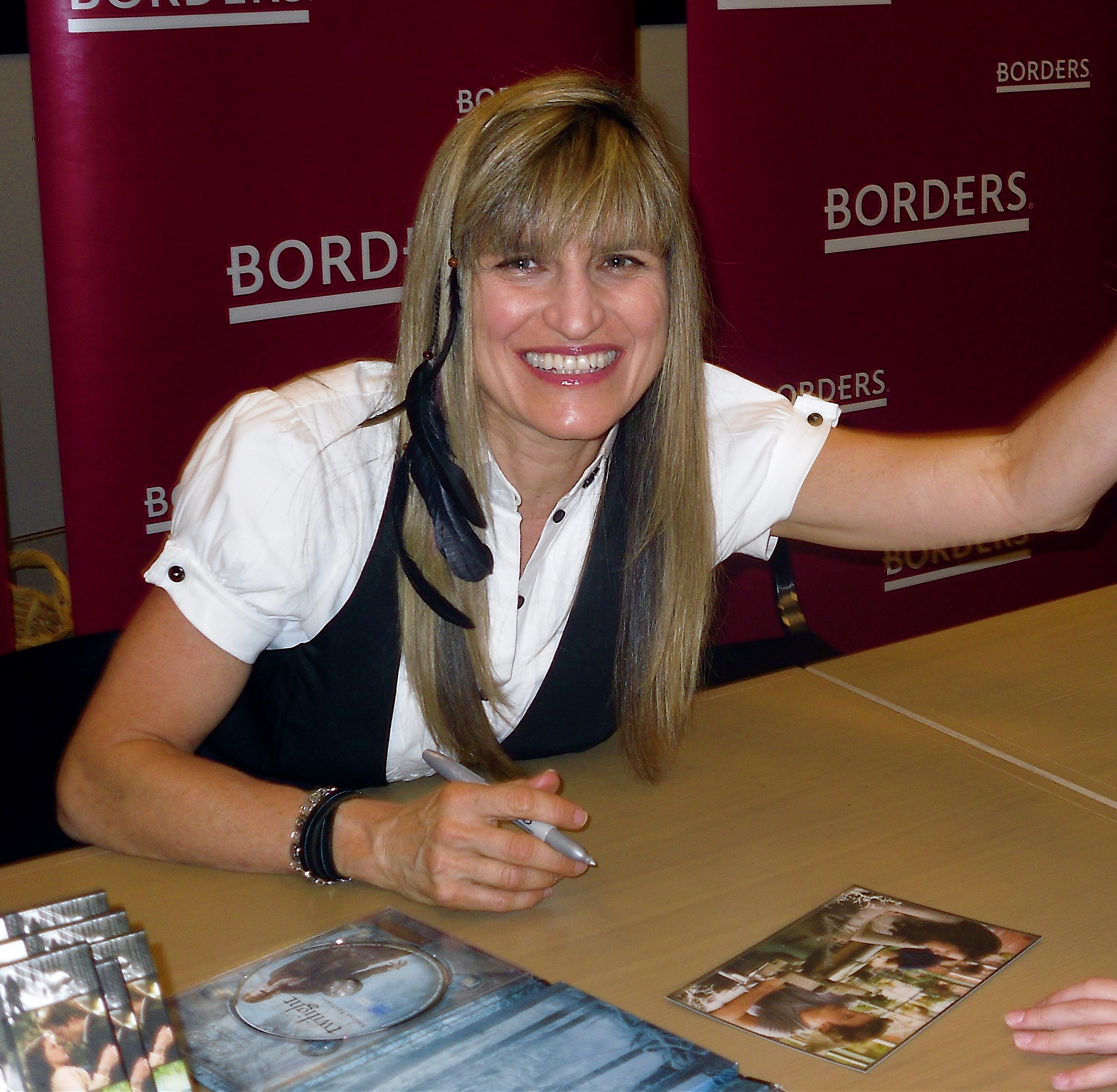
Catherine Hardwicke, ha diretto il video musicale di Til It Happens to You

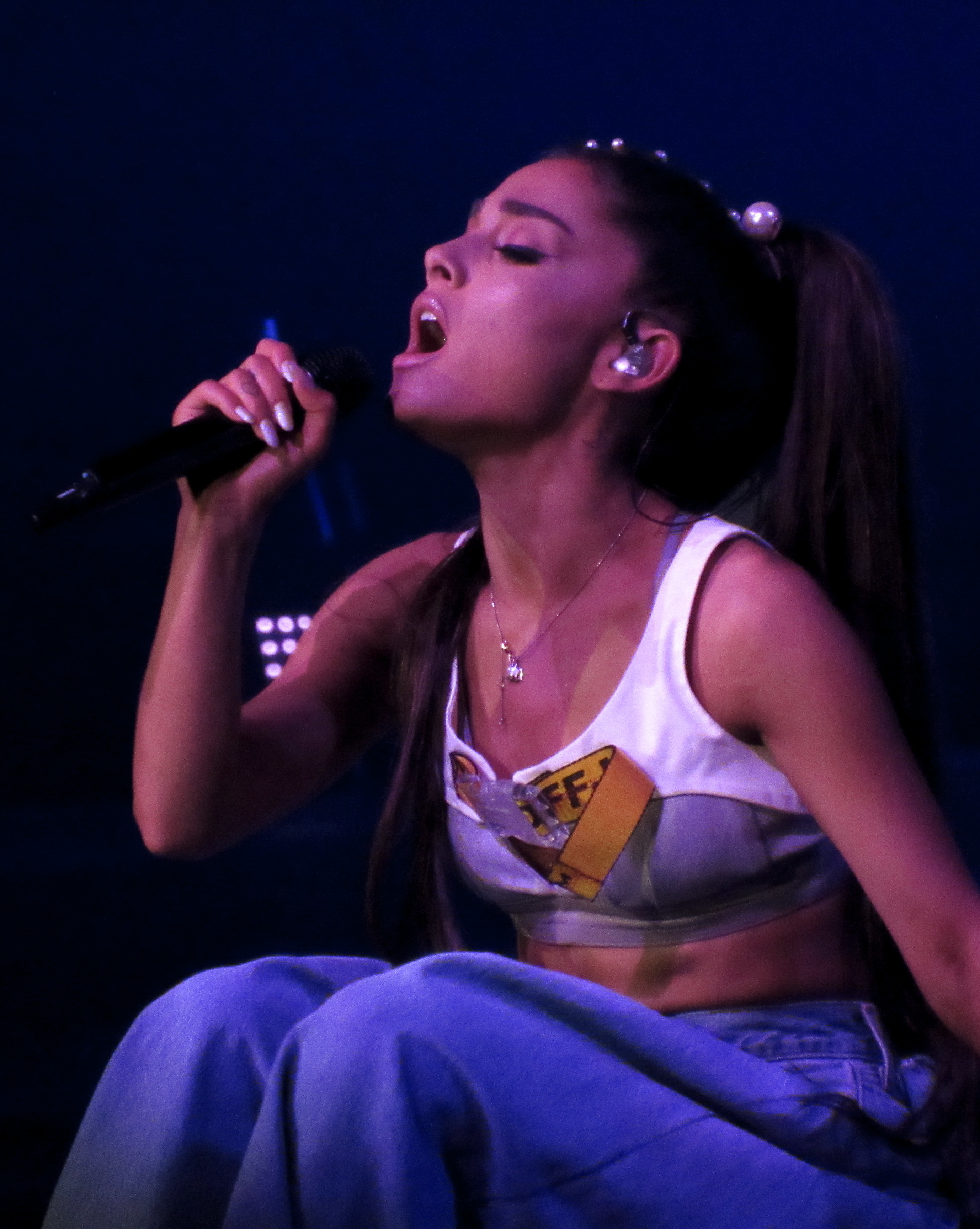
Ariana Grande collabora con Lady Gaga per il video di Rain on Me

| Titolo                                                      | Anno | Album di provenienza                              | Altri artisti                        | Regista                                    |
| ----------------------------------------------------------- | ---- | ------------------------------------------------- | ------------------------------------ | ------------------------------------------ |
| Just Dance                                                  | 2008 | The Fame                                          | Colby O'Donis                        | Melina Matsoukas                           |
| Beautiful, Dirty, Rich                                      | 2008 | The Fame                                          | None                                 | Melina Matsoukas                           |
| Poker Face                                                  | 2008 | The Fame                                          | None                                 | Ray Kay                                    |
| Eh, Eh (Nothing Else I Can Say)                             | 2009 | The Fame                                          | None                                 | Joseph Kahn                                |
| LoveGame                                                    | 2009 | The Fame                                          | None                                 | Joseph Kahn                                |
| Chillin                                                     | 2009 | Attention Deficit                                 | Wale                                 | Chris Robinson                             |
| Paparazzi                                                   | 2009 | The Fame                                          | None                                 | Jonas Åkerlund                             |
| Bad Romance                                                 | 2009 | The Fame Monster                                  | None                                 | Francis Lawrence                           |
| Video Phone                                                 | 2009 | I Am ... Sasha Fierce                             | Beyoncé                              | Hype Williams                              |
| Telephone                                                   | 2010 | The Fame Monster                                  | Beyoncé                              | Jonas Åkerlund                             |
| Alejandro                                                   | 2010 | The Fame Monster                                  | None                                 | Steven Klein                               |
| Born This Way                                               | 2011 | Born This Way                                     | None                                 | Nick Knight                                |
| Judas                                                       | 2011 | Born This Way                                     | None                                 | Lady Gaga, Laurieann Gibson                |
| The Edge of Glory                                           | 2011 | Born This Way                                     | None                                 | Haus of Gaga                               |
| 3-Way (The Golden Rule)                                     | 2011 | The Wack Album                                    | The Lonely Island, Justin Timberlake | Akiva Schaffer, Jorma Taccone              |
| Yoü and I                                                   | 2011 | Born This Way                                     | None                                 | Laurieann Gibson                           |
| The Lady Is a Tramp                                         | 2011 | Duets II                                          | Tony Bennett                         | Unjoo Moon                                 |
| Marry the Night                                             | 2011 | Born This Way                                     | None                                 | Lady Gaga                                  |
| Applause                                                    | 2013 | ARTPOP                                            | None                                 | Inez and Vinoodh                           |
| Do What U Want (Inedito)                                    | 2013 | ARTPOP                                            | R. Kelly                             | Terry Richardson                           |
| G.U.Y. (An ARTPOP Film) - include ARTPOP, Venus, e MANiCURE | 2014 | ARTPOP                                            | None                                 | Lady Gaga                                  |
| Anything Goes                                               | 2014 | Cheek to Cheek                                    | Tony Bennett                         | Nicole Ehrlich, Harvey White               |
| I Can't Give You Anything But Love                          | 2014 | Cheek to Cheek                                    | Tony Bennett                         | Nicole Ehrlich, Harvey White               |
| But Beautiful                                               | 2014 | Cheek to Cheek                                    | Tony Bennett                         | Nicole Ehrlich, Harvey White               |
| It Don't Mean a Thing (If It Ain't Got That Swing)          | 2014 | Cheek to Cheek                                    | Tony Bennett                         | Nicole Ehrlich, Harvey White               |
| Til It Happens to You                                       | 2015 | None                                              | None                                 | Catherine Hardwicke                        |
| I Want Your Love                                            | 2015 | It's About Time                                   | Chic                                 | Nick Knight                                |
| Perfect Illusion                                            | 2016 | Joanne                                            | None                                 | Ruth Hogben, Andrea Geraldin               |
| Million Reasons                                             | 2016 | Joanne                                            | None                                 | Lady Gaga, Ruth Hogben, Andrea Geraldin    |
| John Wayne                                                  | 2017 | Joanne                                            | None                                 | Jonas Åkerlund                             |
| Joanne (Where Do You Think You're Goin?)                    | 2018 | Joanne                                            | None                                 | Ruth Hogben, Andrea Geraldin, Haus of Gaga |
| Shallow                                                     | 2018 | A Star Is Born Soundtrack                         | Bradley Cooper                       | Bradley Cooper                             |
| Look What I Found                                           | 2018 | A Star Is Born Soundtrack                         | None                                 | Bradley Cooper                             |
| I'll Never Love Again                                       | 2018 | A Star Is Born Soundtrack                         | None                                 | Bradley Cooper                             |
| Always Remember Us This Way                                 | 2018 | A Star Is Born Soundtrack                         | None                                 | Bradley Cooper                             |
| Stupid Love                                                 | 2020 | Chromatica                                        | None                                 | Daniel Askill                              |
| Rain on Me                                                  | 2020 | Chromatica                                        | Ariana Grande                        | Robert Rodriguez                           |
| 911                                                         | 2020 | Chromatica                                        | None                                 | Tarsem Singh                               |
| I Get a Kick Out of You                                     | 2021 | Love for Sale                                     | Tony Bennett                         | Jennifer Lebeau                            |
| Love for Sale                                               | 2021 | Love for Sale                                     | Tony Bennett                         | Jennifer Lebeau                            |
| I've Got You Under My Skin                                  | 2021 | Love for Sale                                     | Tony Bennett                         | Jennifer Lebeau                            |
| I Concentrate on You                                        | 2021 | Love for Sale                                     | Tony Bennett                         | Jennifer Lebeau                            |
| Dream Dancing                                               | 2021 | Love for Sale                                     | Tony Bennett                         | Jennifer Lebeau                            |
| Night and Day                                               | 2021 | Love for Sale                                     | Tony Bennett                         | Jennifer Lebeau                            |
| Hold My Hand                                                | 2022 | Top Gun: Maverick (Music from the Motion Picture) | None                                 | Joseph Kosinski                            |
| Die With a Smile                                            | 2024 | Mayhem                                            | Bruno Mars                           | Bruno Mars, Daniel Ramos                   |
| Disease                                                     | 2024 | Mayhem                                            | None                                 | Tanja Muïn'o                               |
| Abracadabra                                                 | 2025 | Mayhem                                            | None                                 | Lady Gaga, Parris Goebel, Bethany Vargas   |

## Album video
| Titolo                                                             | Dettagli | Descrizione                                        |
| ------------------------------------------------------------------ | --- | -------------------------------------------------- |
| The Fame Monster: Video EP                                         | - Pubblicato: 7 maggio 2010 - Etichetta: Streamline, Interscope Records, Cherrytree, KonLive - Formato: download              | Contiene i primi sette video musicali di Lady Gaga |
| Lady Gaga Presents the Monster Ball Tour: At Madison Square Garden | - Pubblicato: 21 novembre 2011 - Etichetta: Streamline, Interscope Records, KonLive - Formato: DVD, Blu-Ray, download         | Contiene lo special concerto andato in onda su HBO |
| Cheek to Cheek Live!                                               | - Pubblicato: 20 gennaio 2015 - Etichetta: Streamline, Interscope Records, Columbia Records - Formato: DVD, Blu-Ray, download | Contiene lo special concerto andato in onda su PBS |

## Filmografia
| Titolo | Anno                                  | Ruolo                          | Regista                        | Note                                                                             |
| ------ | ------------------------------------- | ------------------------------ | ------------------------------ | -------------------------------------------------------------------------------- |
| 2012   | The Zen of Bennett                    | Se stessa                      | Unjoo Moon                     | Documentario sulla vita del cantante Tony Bennett                                |
| 2012   | Men in Black 3                        | Aliena sui monitor             | Barry Sonnenfeld               | Cameo                                                                            |
| 2012   | Katy Perry: Part of Me                | Se stessa                      | Dan Cutforth, Jane Lipsitz     | Documentario autobiografico di Katy Perry                                        |
| 2013   | Machete Kills                         | La Chameleón                   | Robert Rodriguez               | Ruolo di supporto                                                                |
| 2014   | Muppets 2 - Ricercati                 | Se stessa                      | James Bobin                    | Cameo                                                                            |
| 2014   | Sin City - Una donna per cui uccidere | Bertha                         | Frank Miller, Robert Rodriguez | Ruolo di supporto                                                                |
| 2017   | Gaga: Five Foot Two                   | Se stessa                      | Chris Moukarbel                | Documentario autobiografico pubblicato su Netflix                                |
| 2018   | A Star Is Born                        | Ally Maine                     | Bradley Cooper                 | Attrice protagonista. Vincitrice del Premio Oscar alla miglior canzone originale |
| 2021   | House of Gucci                        | Patrizia Reggiani              | Ridley Scott                   | Attrice protagonista                                                             |
| 2024   | Joker: Folie à Deux                   | Harleen Quinzel / Harley Quinn | Todd Phillips                  | Attrice co-protagonista                                                          |

## Televisione
| Titolo                                              | Anno      | Ruolo                           | Network   | Note                                                     |
| --------------------------------------------------- | --------- | ------------------------------- | --------- | -------------------------------------------------------- |
| I Soprano                                           | 2001      | Ragazza in piscina              | HBO       | Episodio: "The Telltale Moozadell"                       |
| Gossip Girl                                         | 2009      | Se stessa                       | The CW    | Episodio: "The Last Days of Disco Stick"                 |
| Saturday Night Live                                 | 2009      | Se stessa                       | NBC       | Ospite musicale; episodio: "Ryan Reynolds/Lady Gaga"     |
| American Idol                                       | 2011      | Se stessa                       | Fox       | Mentore (stagione 10)                                    |
| Saturday Night Live                                 | 2011      | Se stessa                       | NBC       | Ospite musicale; episodio: "Lady Gaga/Justin Timberlake" |
| A Very Gaga Thanksgiving                            | 2011      | Se stessa                       | ABC       | Speciale televisivo                                      |
| I Simpson                                           | 2012      | Se stessa (voce)                | Fox       | Episodio: "Lisa Goes Gaga"                               |
| Saturday Night Live                                 | 2013      | Se stessa                       | NBC       | Ospite musicale; episodio: "Lady Gaga"                   |
| Lady Gaga and the Muppets Holiday Spectacular       | 2013      | Se stessa                       | ABC       | Speciale televisivo                                      |
| American Horror Story: Hotel                        | 2015–2016 | Elizabeth Johnson "La Contessa" | Fox       | Quinta stagione di American Horror Story; 12 episodi     |
| Saturday Night Live                                 | 2016      | Se stessa                       | NBC       | Ospite musicale; episodio: "Tom Hanks/ Lady Gaga"        |
| Tony Bennett Celebrates 90: The Best Is Yet To Come | 2016      | Se stessa                       | NBC       | Speciale televisivo                                      |
| American Horror Story: Roanoke                      | 2016      | Scáthach                        | Fox       | Sesta stagione di American Horror Story; 3 episodi       |
| RuPaul's Drag Race                                  | 2017      | Se stessa                       | VH1       | Giudice; episodio "Oh My Gaga"                           |
| One World: Together at Home                         | 2020      | Se stessa                       | Syndition | Concerto virtuale                                        |
| Friends: The Reunion                                | 2021      | Se stessa                       | HBO Max   | Speciale TV                                              |
| Gaga Chromatica Ball                                | 2024      | Se stessa                       | HBO Max   | Film Concerto                                            |